# Noord (Israël)
Het district Noord (Hebreeuws: מחוז הצפון, Mechoz haTzafon) is een van de zes districten waarin Israël is verdeeld. De hoofdstad is Nazareth (65.500 inwoners). Het district heeft 1.401.300 inwoners.
District Noord grenst aan Libanon, Syrië en Jordanië alsook aan de Westelijke Jordaanoever.
Het Meer van Tiberias valt onder dit district alsmede het grootste deel van Galilea. In het noordwesten ligt de kustlijn van de Middellandse Zee met de oude havenstad Akko.
Israël rekent ook de Golanhoogten bij het district. Dit gebied valt sinds de inwerkingtreding van de Golanhoogte-wet in 1981 de facto volledig onder Israëlisch recht en wordt dus bestuurd door Israël. Internationaal is deze annexatiewet echter veroordeeld (VN-resolutie 497). De Golanhoogte is 1154 km² groot, waarmee de totale oppervlakte van de provincie op 4478 km² komt.
Het noordelijk district bestaat voor het grootste deel uit heuvelachtig terrein van rond de zeshonderd meter, uitgezonderd de Golan die op ongeveer duizend meter hoogte ligt.
Van de bevolking is 44,2% joods, 37,4% moslim, 7,8% druzen en 7,4% christelijk. Van ruim 3 % is het geloof niet geregistreerd.

## Steden
- Afula עפולה
- Akko עכו
- Beet She'an בית שאן
- Jokneam יָקְנְעָם
- Karmiël כרמיאל
- Ma'alot-Tarshicha מעלות-תרשיחא
- Migdal haEmek מגדל העמק
- Nahariya נהריה
- Nazareth נצרת
- Nazreth Illit נצרת עילית
- Sachnin סחנין
- Shefa Amr שפרעם
- Tamra טמרה
- Tiberias טבריה
- Safed צפת
- Kiryat Shmona קריית שמונה

## Gemeenten
- Abu Sinan
- Afik
- Ajar
- Ar'ava
- Basmat Tiv'on
- Beit Jan
- Bir Al-Maksur
- Bu'eine Nujeidat
- Deir Hana
- Dvorya
- Eilabun
- En Knaya
- En Mahal
- Eli'ad
- Hurfeish
- Hazor HaGelilit
- I'billin
- Iksal
- Ilut
- Jadida Makar

- Julis
- Ka'abiyye-Tabbash-Hajajre
- Kabul
- Kaokab Abu Al-Hija
- Kfar Vradim
- Kfar Jasif
- Kfar Kama
- Kfar Kana
- Kfar Manda
- Kfar Tavor
- Kineret
- Kisra-Sumei
- Ma'ar
- Ma'ilya
- Mashhad
- Mavo Hama
- Mazra'a
- Menahemiya
- Metulla
- Migdal

- Nahf
- Peki'in
- Psuta
- Ra'ama
- Raina
- Ramat Jeschi
- Rosch Pina
- Sajur
- Sha'ab
- Schawei Tzion
- Schelomi
- Shvali-Umm Al-Janam
- Tuba-Zangariyye
- Tur'an
- Yafi'a
- Yanuh-Jat
- Yavne'el
- Yesod HaMa'ala
- Yirka
- Zarzir

### Golanhoogten
- Buq'ata
- En Knaja
- Ghadschar
- Katzrin
- Majdal Shams
- Mas'ada

## Regionale raden
- Regionale raad van al-Batuf
- Regionale raad van Beit She'an vallei
- Regionale raad van Bustan al-Marj
- Regionale raad van Emek HaYarden
- Regionale raad van Gilboa
- Regionale raad van Golan
- Regionale raad van Hoger Galilea
- Regionale raad van de Jizreëlvallei
- Regionale raad van Lager Galilea
- Regionale raad van Ma'ale Yosef
- Regionale raad van Mateh Asher
- Regionale raad van Megiddo
- Regionale raad van Merom HaGalil
- Regionale raad van Mevo'ot HaHermon
- Regionale raad van Misgav
- Regionale raad van Ramat HaNegev
- Regionale raad van Sha'ar HaNegev

Noord · Haifa · Centrum · Tel Aviv · Jeruzalem · Zuid · 
Judea en Samaria (informeel)